# Bovekerke

Bovekerke é uma vila e desde 1971 deelgemeente do município belga de Koekelare, província de Flandres Ocidental.  Bovekerke faz fronteira com Koekelare,  Vladslo (município de  Diksmuide) e  Werken (Kortemark). Em 1 de Janeiro de 2006, sua população era de 989 habitantes, numa área de 5,40 km².
A igreja local chama-se Santa Gertudes e possui três naves e foi  edificada em 1848. Apenas a igreja octogonal data da época tardo-romana. A sua torre data do século XII e assim é o monumento mais antigo do município, sendo a(c)tualmente um monumento protegido. Durante a Primeira Guerra Mundial, a torre foi usada como torre de vigia e a igreja como hospital de campanha.

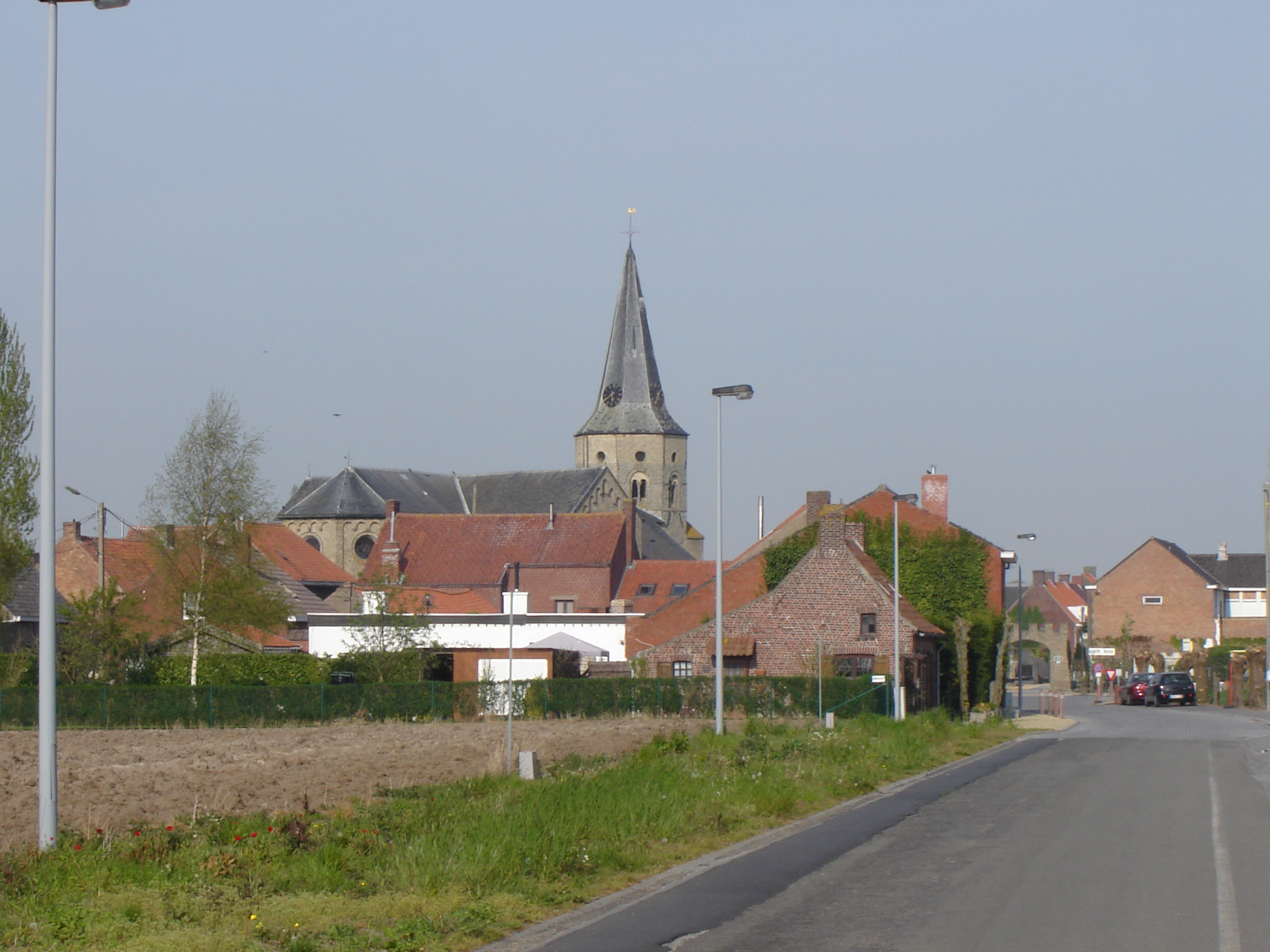
Vista do centro da vila de Bovekerke
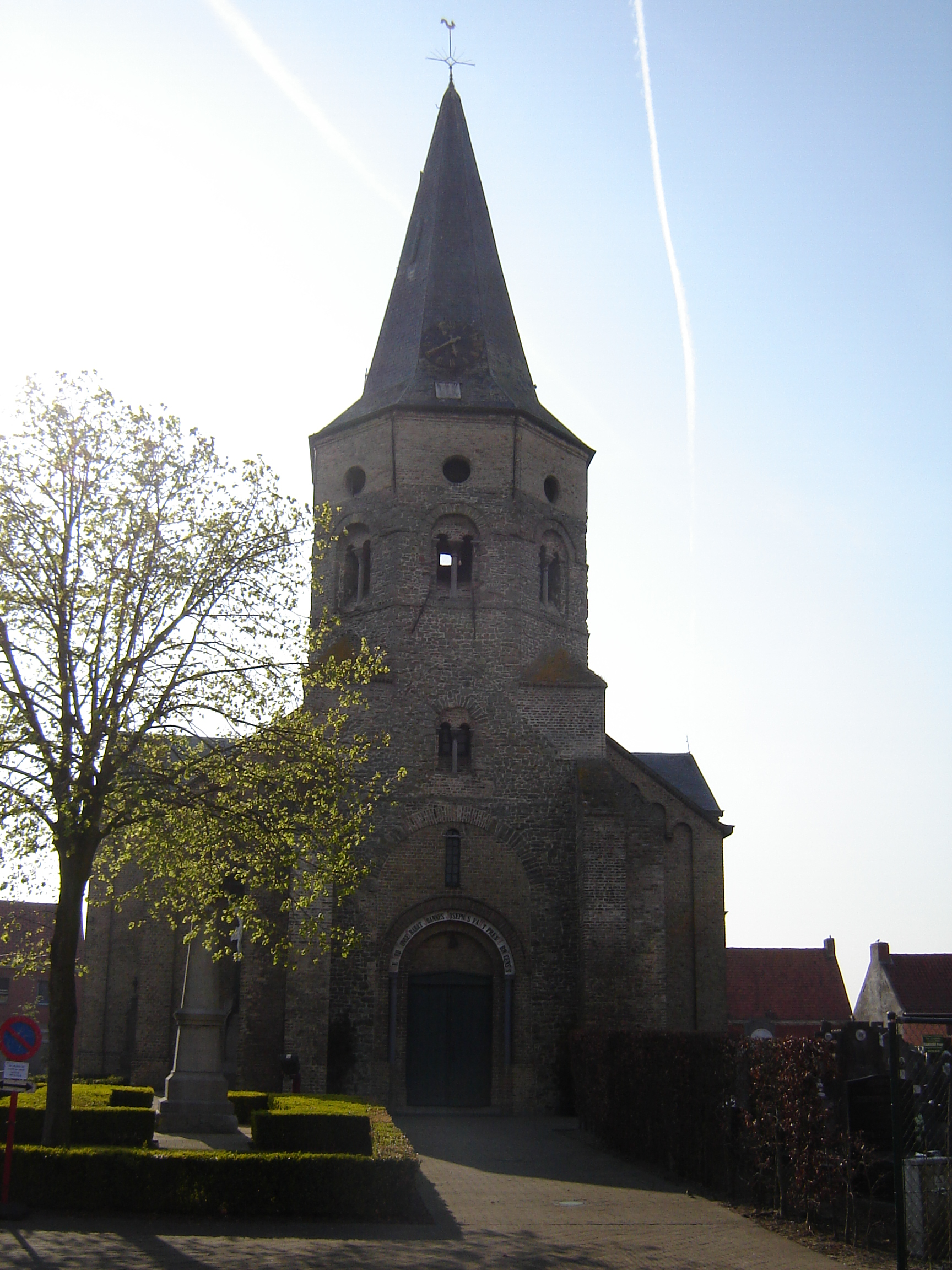
Igreja de Santa Gertrudes